# Brzozówka (powiat poddębicki)
Brzozówka – wieś w Polsce położona  w województwie łódzkim, w powiecie poddębickim, w gminie Uniejów.   
| SIMC    | Nazwa | Rodzaj    |
| ------- | ----- | --------- |
| 0298554 | Osina | część wsi |

W latach 1975–1998 miejscowość należała administracyjnie do województwa konińskiego.